# Scott Robinson
Scott James Timothy Robinson (n. 22 de noviembre de 1979 en Basildon, Essex, Inglaterra) es un cantante de pop más conocido por haber sido miembro de la boyband Five. Scott vivió en Pitsea y tiene dos hermanas mayores, Nicola y Hayley. Asistió a Chalvedon Comprehensive School en Pitsea, Essex hasta tercer año, cuando dejó esta escuela fue para estar tiempo completo en la Sylvia Young Theatre School.
Robinson contrajo matrimonio con Kerry Oaker (n. 15 de junio de 1983 en Essex, Inglaterra), el 28 de septiembre de 2001. El 11 de julio de 2001, Kerry dio a luz al hijo de ambos, Brennan Rhys Robinson. Scott se convirtió en padre por segunda vez, con el nacimiento de su segundo hijo, Kavan Reeve, el 13 de septiembre de 2006 la familia vive actualmente en Pitsea Essex.
Desde la disolución de Five, Robinson ha trabajado en radio, televisión, y fue uno de los líderes en la gira regional por el Reino Unido del musical, Boogie Nights 2.

## Discografía
Five
- 5ive (1998)
- Invincible (1999)
- Kingsize (2001)
- Five Greatest Hits (2001)